# Castillo de Meung-sur-Loire
El castillo y parque de Meung sur Loire (en francés: Château et Parc du Château de Meung sur Loire) es un castillo-museo de Francia, con un jardín adyacente que cuenta con un pabellón y un arboreto de 7 hectáreas de extensión de propiedad privada, localizado en la comuna de Meung-sur-Loire, en la región de Centro-Val de Loira.
El edificio está situado en el interior del perímetro de Valle del Loira inscrito como Patrimonio de la Humanidad de la Unesco.

## Localización
El castillo está situado al sur del territorio de la comuna de Meung-sur-Loire, en el área urbana de Orlèans y la región natural del Valle del Loira.
El edificio se levanta en el centro de la localidad, a unos 500 m al norte de la margen derecha del río Loira, a unos 750 m al sur de la estación SNCF Meung-sur-Loire, cerca de la carretera principal 18.
Las líneas 8 y 9 del sistema de autobuses departamentales "Ulys" prestan servicio a la comuna de Meung-sur-Loire.
Parc du Château de Meung sur Loire 16, place du Martroi, 45130 Meung-sur-Loire, Département de Loiret, Centre, France-Francia.

## Historia
Un primer castillo, destinado para servir como residencia de los obispos de Orleans, fue construido a mediados del siglo XII en el sitio de un monasterio construido adosado a la Colegiata saint-Liphard de Meung-sur-Loire. 
Actualmente remanece como las torres empotradas que flanquean la torre de la iglesia, llamadas "torres Manasés de Garland" (obispo de Orléans en 1146 a 1185). 
A partir de 1209 se inició la construcción de un nuevo palacio episcopal más importante, a unos cincuenta metros del antiguo que se transforma entonces en una prisión
Durante la Guerra de los Cien Años, el castillo se convirtió en una fortaleza inglesa comandado por John Talbot y Thomas Scales, que será ganada por Juana de Arco y el duque Juan II de Alençon (Valois) el 14 de junio de 1429 durante la Batalla de Meung-sur-Loire.
El poeta François Villon fue encerrado en la prisión del castillo de Meung en 1461 por orden del obispo de Orléans.
Alrededor de 1500 se añade por el ala norte un edificio principal, con una torre de puente levadizo. El castillo fue abandonado a partir de las guerras de religión, al final de siglo XVI hasta principios del siglo XVIII.
El castillo estuvo habitado desde 1706 por el obispo Louis-Gaston Fleuriau Armenonville quién emprendió la transformación del equipamiento residencial e hizo un trabajo de recubrimiento de las partes de que datan del siglo XIII y principios del siglo XVI. A él le se debe la gran fachada suroeste enmarcando un patio, y la construcción del ala sur.
Desde 1771 fue la residencia del obispo Louis-Sextius Jarente de La Bruyère, que continuó la labor iniciada por Fleuriau d'Armenonville y decoró ricamente el castillo. En 1784 se añadió una capilla de estilo neoclásico, decorada con estatuas de François Delaistre. El parque se diseña en el estilo Inglés con un río artificial. Se construyeron en el parque, un templete de la música octogonal, orangerie, y un nevero
El español de la época de la Ilustración, político y escritor Pablo de Olavide vivió aquí en el momento de "la Terreur" durante la revolución francesa desde 1791 hasta su arresto en 1794.
En la Revolución Francesa, el castillo se vende como un "bien nacional" y adquirido por un particular.
El parque fue clasificado el 16 de septiembre de 1942. Las ruinas del antiguo castillo (la torre Manassès de Garlande) fueron clasificadas como Monumento Histórico el 8 de septiembre de 1988; el castillo y sus dependencias son clasificados en la "Base Mérimée" el 26 de enero de 2004.

Detalles del interior
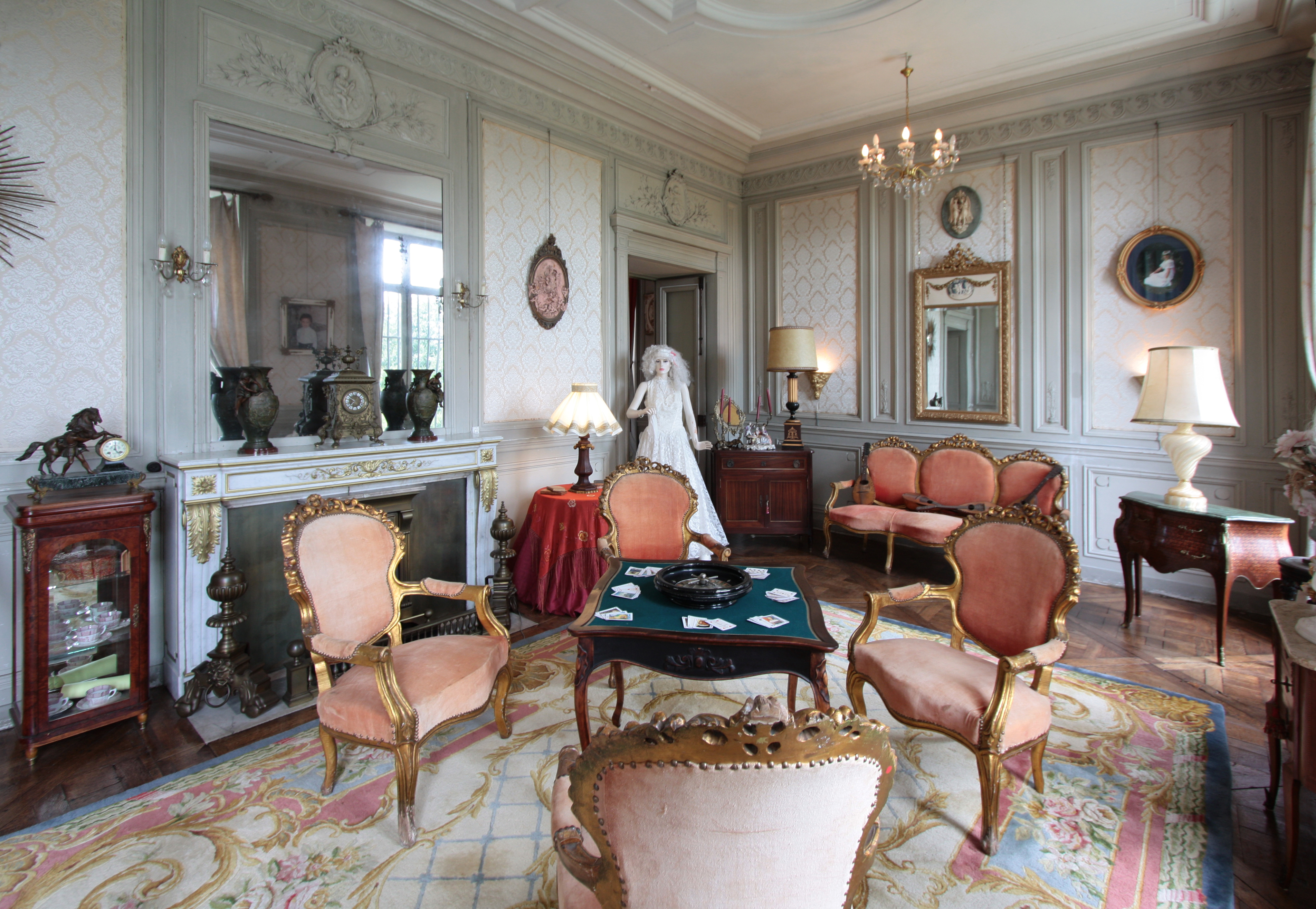
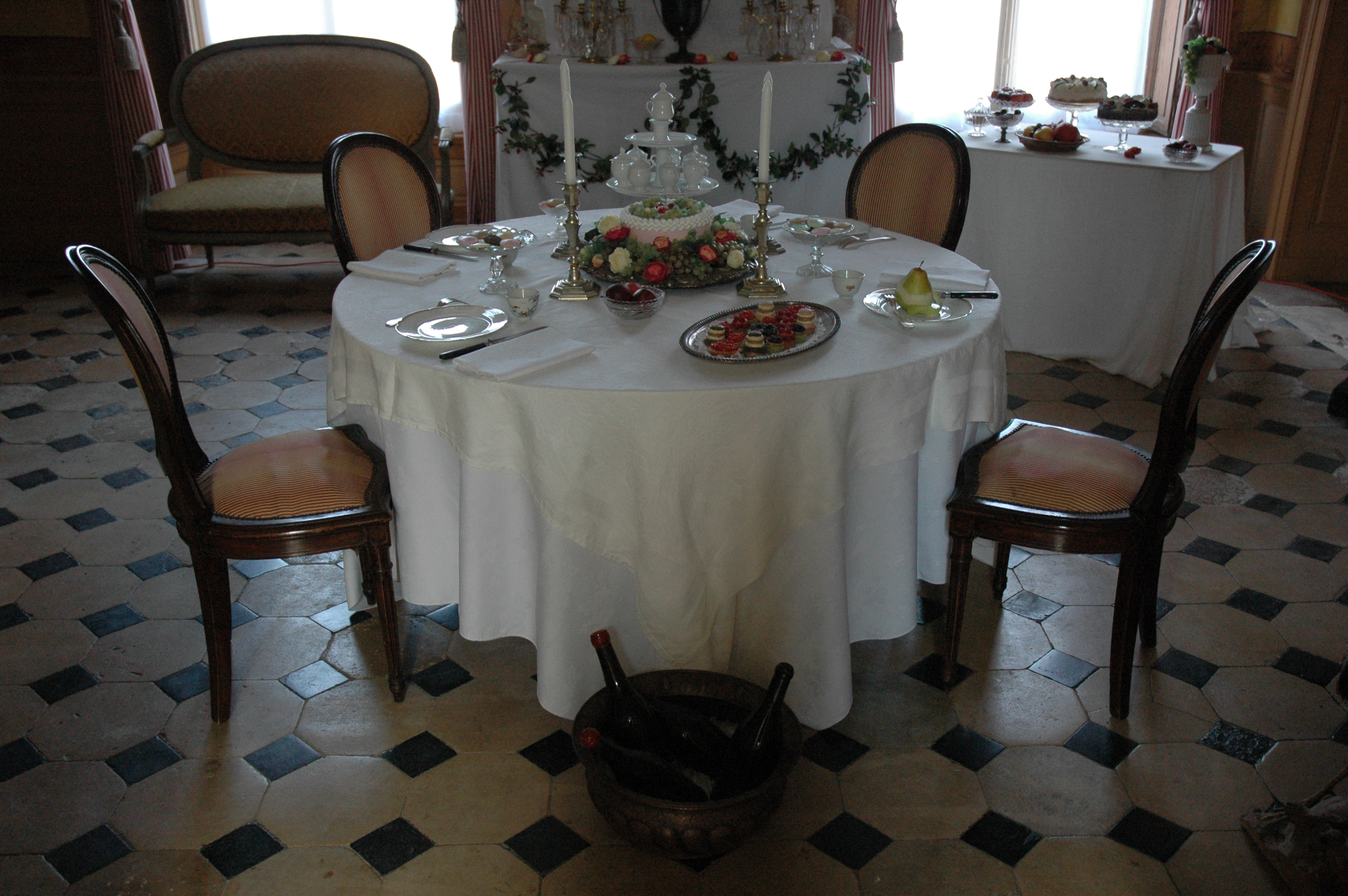
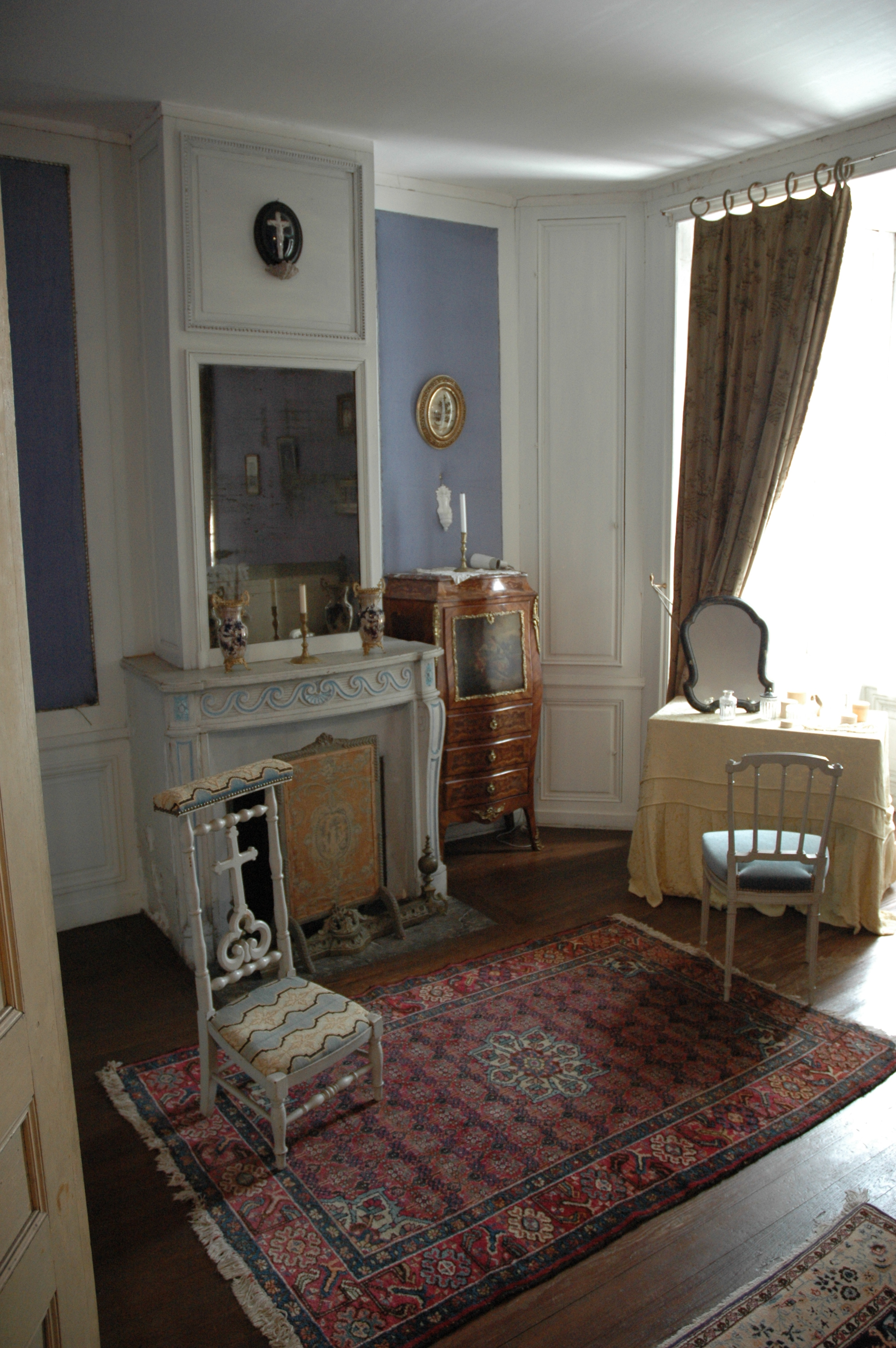
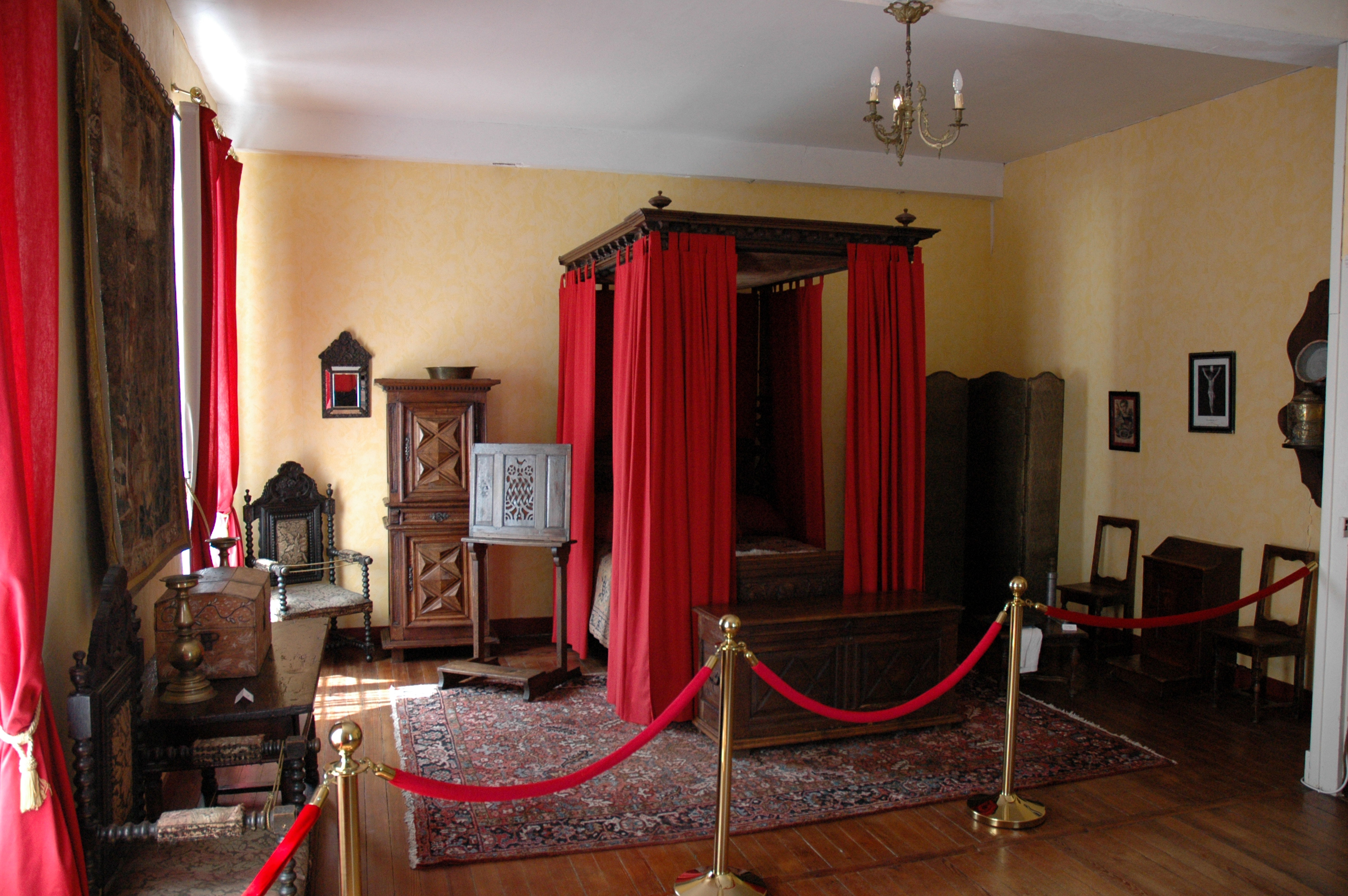
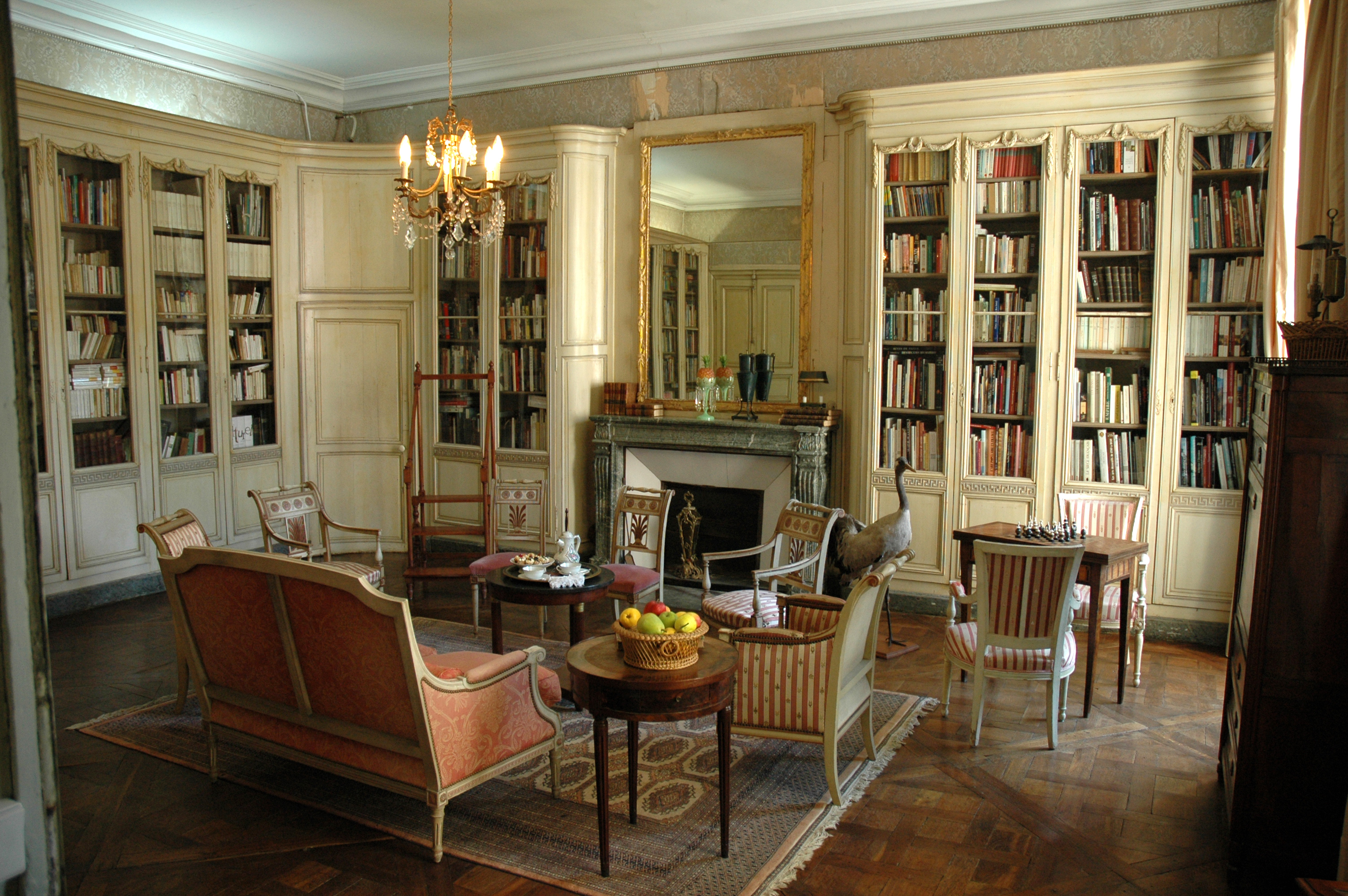

## Colecciones del parque
El parque del castillo en estilo inglés, está situado en una colina con vistas al valle del río Loira.
Las características del parque, incluyen árboles maduros en grandes avenidas, con gran abundancia de tilos. 
El jardín se caracteriza por la presencia de lechos de cultivo en forma de cuadros donde se cultivan plantas vivaces de temporada.
En el sotobosque se puede observar narcisos, ciclamenes o azafranes según las estaciones del año.